# Thor (imię)
Thor, Tor – skandynawskie imię pochodzące od imienia nordyckiego boga burzy i piorunów Thora.

## Osoby noszące to imię
- Thor Heyerdahl, (1914–2002) – norweski podróżnik
- Thor Hushovd, (ur. 1978) – norweski kolarz
- Thor Anders Myhren, (ur. 1978) – norweski muzyk
- Thor Pedersen, (ur. 1945) – duński polityk
- Thor Thorvaldsen, (1909–1987) – norweski żeglarz sportowy
- Thor Vilhjálmsson, (1925–2011) – islandzki pisarz